# Nowa Kachowka
Nowa Kachowka (ukr. Нова Каховка) – miasto na południu Ukrainy, w obwodzie chersońskim. Od 2020 roku stolica rejonu kachowskiego. W 2018 roku liczyło 46 044 mieszkańców.

## Historia
Miejscowość powstała 20 września 1950 roku na miejscu wsi Kluczowe, która istniała od 1891 roku. Obejmuje także dawną wieś Osnowa, która powstała w 1889 roku.
Rozwój miasta był ściśle powiązany z powstaniem na Dnieprze Kachowskiej Elektrowni Wodnej. W latach 1951–1952 powstała linia kolejowa do Fedoriwki oraz linia energetyczna 154 kV łącząca przyszłą elektrownię z zagłębiem metalurgicznym w Krzywym Rogu. Zapora i elektrownia wodna powstały w latach 1950–1956, tworząc Zbiornik Kachowski.
Miejscowość uzyskała prawa miejskie 20 lutego 1952 roku. W 1957 roku przeniesiono tu z Chersonia wyższą szkołę rolniczą. Powstanie Zbiornika Kachowskiego pozwoliło na rozpoczęcie w 1961 budowy Kanału Północnokrymskiego nawadniającego południowe obszary rolnicze obwodu chersońskiego oraz dostarczającego wodę na Krym.
W 1989 roku miasto miało 56 549 mieszkańców.
W latach 1994–2008 w Nowej Kachowce powstał Sobór Opieki Matki Bożej (od grudnia 2007 roku – katedrą eparchii nowokachowskiej wchodzącej w skład Ukraińskiego Kościoła Prawosławnego Patriarchatu Moskiewskiego).
24 lutego 2022 roku, po rozpoczęciu inwazji Rosji na Ukrainę, miasto zostało zajęte przez wojska rosyjskie. Po nielegalnych referendach pod koniec września 2022 miasto wraz z obwodem chersońskim zostało anektowane przez Federację Rosyjską, co nie zostało uznane przez społeczność międzynarodową.

## Gospodarka
W mieście rozwinął się przemysł maszynowy, materiałów budowlanych, spożywczy, chemiczny oraz meblarski.
Znajduje się tu Kachowska Elektrownia Wodna. Zapora elektrowni została przerwana 6 czerwca 2023 roku w czasie inwazji Rosji na Ukrainę.

## Transport
- port nad Zbiornikiem Kachowskim na Dnieprze[3]
- stacja kolejowa[3]

Z Tawrijśka obok Nowej Kachowki wypływa Kanał Północnokrymski nawadniający południowe obszary rolnicze obwodu chersońskiego oraz Krymu.

## Osoby związane z miastem
- Wałerij Borzow – lekkoatleta
- Ołeksandr Dowżenko – reżyser
- Filaret (Zwieriew) – biskup prawosławny